# Joanne (bài hát của Lady Gaga)
"Joanne", hay thường được biết tới với cái tên "Joanne (Where Do You Think You're Goin'?)" (tạm dịch: "Joanne (Em nghĩ em có thể đi về nơi đâu?)") là một bài hát của nữ ca sĩ người Mỹ Lady Gaga, trích từ album phòng thu thứ năm của cô, cũng có tựa đề là Joanne, năm 2016. Nó được phát hành dưới vai trò là đĩa đơn chính thức thứ ba của album vào ngày 22 tháng 12 năm 2017 tại Ý, và một phiên bản piano sau đó cũng được phát hành tại các khu vực còn lại trên thế giới vào ngày 26 tháng 1 năm 2018. Bài hát được viết và sản xuất bởi Gaga và Mark Ronson, thêm vào đó có BloodPop đóng vai trò là nhà sản xuất thu âm hợp tác của bài hát. Lấy cảm hứng từ người dì út của nữ ca sĩ, Joanne Germanotta, bài hát trở thành một điểm nhấn cho hướng đi của âm nhạc trong album. Gaga đã dự đoán rằng bài hát sẽ có tác dụng chữa lành sự mất mất cho những con người rơi vào hoàn cảnh ấy.
Về phương diện âm nhạc, đây là một bài hát nhạc đồng quê phối hợp với dòng nhạc acoustic đã "trần trụi" (stripped-down) rõ ràng. Lời bài hát nói về cái chết của Joanne trên phương diện của gia đình Gaga. Bài hát được ca ngợi bởi giọng hát của Gaga và bản chất mang tính cá nhân, "trần trụi" của nó. Trước khi được phát hành dưới dạng đĩa đơn, "Joanne" cũng đã được xếp hạng tại Pháp và Liên hiệp Anh. Một video âm nhạc được phát hành đi kèm với phiên bản piano của đĩa đơn, nối tiếp câu chuyện rời rạc được dựng lên trong các video âm nhạc trước đó của album. Phiên bản piano của bài hát đã giành được giải Grammy cho Màn trình diễn solo nhạc pop xuất sắc nhất tại Lễ trao giải Grammy lần thứ 61.

## Bối cảnh và phát triển

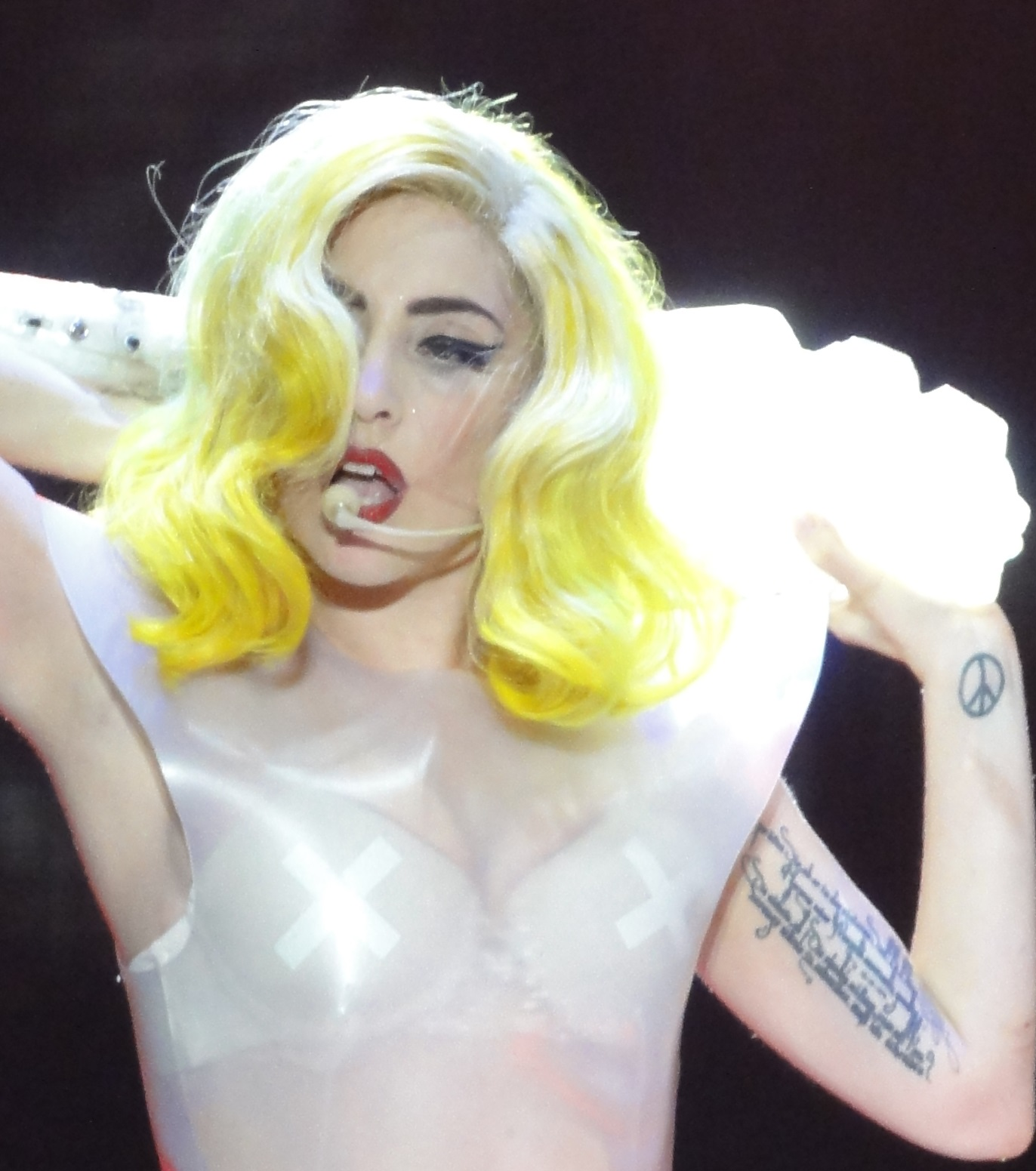
Hình xăm trên bắp tay trái của Gaga thể hiện ngày mất của dì cô, nằm giữa các câu thơ của một bài thơ của nhà thơ Rainer Maria Rilke.

Người dì đã mất của Lady Gaga, Joanne Germanotta, đã có ảnh hưởng sâu sắc đến cuộc sống và sự nghiệp của nữ ca sĩ. Gaga đã viết một trong các bài thơ chưa từng được xuất bản của dì cô vào booklet của album đầu tay của cô, hay xăm ngày mất của dì cô vào cánh tay trái. Cô đã dự định là sẽ viết một bài hát có tên "Paradise" (tạm dịch: Thiên đường), lấy cảm hứng từ người dì, trong khi sản xuất album phòng thu thứ tư của cô, Cheek to Cheek, vào năm 2014 cùng với Tony Bennett. Tuy nhiên, bài hát lại không được đưa vào album. Trong khi phát triển album phòng thu thứ năm vào năm 2016, Joanne, Gaga đã viết tiêu đề cho nó cùng với nhà sản xuất Mark Ronson tại phòng thu âm Shangri-La Studios, nơi mà phần còn lại của album được sản xuất. Miêu tả bài hát là "trái tim và tâm hồn chân thật của album", Gaga đã nhấn mạnh sức ảnh hưởng của Joanne lên gia đình cô và chính bản thân cô.
Bà Joanne qua đời do những biến chứng phát sinh từ căn bệnh tự nhiễm lupus khi bà chỉ mới 19 tuổi. Trong một cuộc phỏng vấn, Gaga tiết lộ rằng căn bệnh lupus của bà trở nên trầm trọng hơn sau khi bà phải trải nghiệm một cuộc bạo lực tình dục, và chính các biến chứng ấy đã gây nên cái chết của bà. Cái chết của bà đã ảnh hưởng đến gia đình Germanotta và theo lời Gaga, nỗi buồn ấy chưa bao giờ rời xa họ hoàn toàn. Việc viết ra bài hát "Joanne" đã giúp Gaga giải quyết được nỗi đau của bố cô khi mất người chị gái. Trong suốt buổi diễn tại New York của chuyến lưu diễn Dive Bar Tour của cô, Gaga nói thêm rằng dù bà Joanne và bài hát có mối quan hệ với gia đình cô, nhưng cô vẫn muốn bài hát có sức thu hút đến tất cả mọi người những ai đã phải hứng chịu tổn thất khi mất bất kỳ người thân yêu nào.

## Thu âm và sáng tác

"Joanne" được đồng sáng tác và đồng sản xuất bởi Mark Ronson.

"Joanne" là một bản ballad nhạc đồng quê acoustic, được Stephen Thomas Erlewine từ AllMusic tuyên bố rằng nó đã "nháy mắt" với bài hát "Jolene" của Dolly Parton (1973). Trong một cuộc phỏng vấn với Zane Lowe trên đài phát thanh Beats 1, Gaga tiết lộ rằng bài hát được thu âm chỉ trong một lần thu. Bài hát được viết ở nhịp common time (tức nhịp  hay 4
4) với một nhịp độ chậm vừa phải là 74 nhịp một phút. Bài hát được sáng tác ở âm điệu Sol trưởng, với cao độ của giọng hát Gaga kéo dài từ nốt E3 (tức nốt Mi) đến nốt D5 (tức nốt Rê). Chùm hợp âm của Joanne gồm một dãy các nốt cơ bản là Đồ–Rê–Em (tức nốt Mi)–Đồ–Đồ/Si–Am7 (tức nốt La)–D trong phần điệp khúc và Sol–Đồ–Rê–Sol–Đồ–Rê trong phần lời còn lại. Phiên bản bài hát trong album kéo dài 3 phút 16 giây trong khi phiên bản piano thì có độ dài là 4 phút 39 giây.
Là đĩa đơn thứ ba của album nhưng "Joanne" lại là đĩa đơn đầu tiên làm cho nhịp độ tổng thể của album bị chậm lại. Tác phẩm mang tính chất "trần trụi", cùng với nó là giọng hát của Gaga đi kèm với một cây đàn guitar.

## Xếp hạng
| Bảng xếp hạng (2016–18)               | Vị trí cao nhất |
| ------------------------------------- | --------------- |
| Canadian Digital Songs (Billboard)    | 48              |
| Pháp (SNEP)                           | 45              |
| Hy Lạp (IFPI)                         | 82              |
| Hungary (Single Top 40)               | 10              |
| Scotland (OCC)                        | 58              |
| Tây Ban Nha (PROMUSICAE)              | 14              |
| UK Singles (Official Charts Company)  | 154             |
| Hoa Kỳ Digital Song Sales (Billboard) | 50              |

## Lịch sử phát hành
| Khu vực  | Ngày                 | Định dạng                    | Phiên bản       | Hãng đĩa              | T.k.   |
| -------- | -------------------- | ---------------------------- | --------------- | --------------------- | ------ |
| Ý        | 22 tháng 12 năm 2017 | Đài phát thanh hit đương đại | Phiên bản album | Universal Music Group | [ 1 ]  |
| Toàn cầu | 26 tháng 1 năm 2018  | Tải kỹ thuật số              | Phiên bản piano | Interscope Universal  | [ 14 ] |